# Världsmästerskapen i hastighetsåkning på skridskor 2009
Världsmästerskapen i hastighetsåkning på skridskor 2009 avgjordes i Vikingskipet i Hamar, Norge under perioden 7-8 februari 2009.
Tjeckiskan Martina Sáblíková och nederländaren Sven Kramer blev världsmästare.
Martina Sáblíková blev första tjeckiska världsmästaren.
Sven Kramer vann för tredje gången. Han hade också blivit trefaldig nederländsk mästare och Europamästare 

Andra som också vunnit tre gånger var:

- Johann Olav Koss (1990, 1991, 1994)

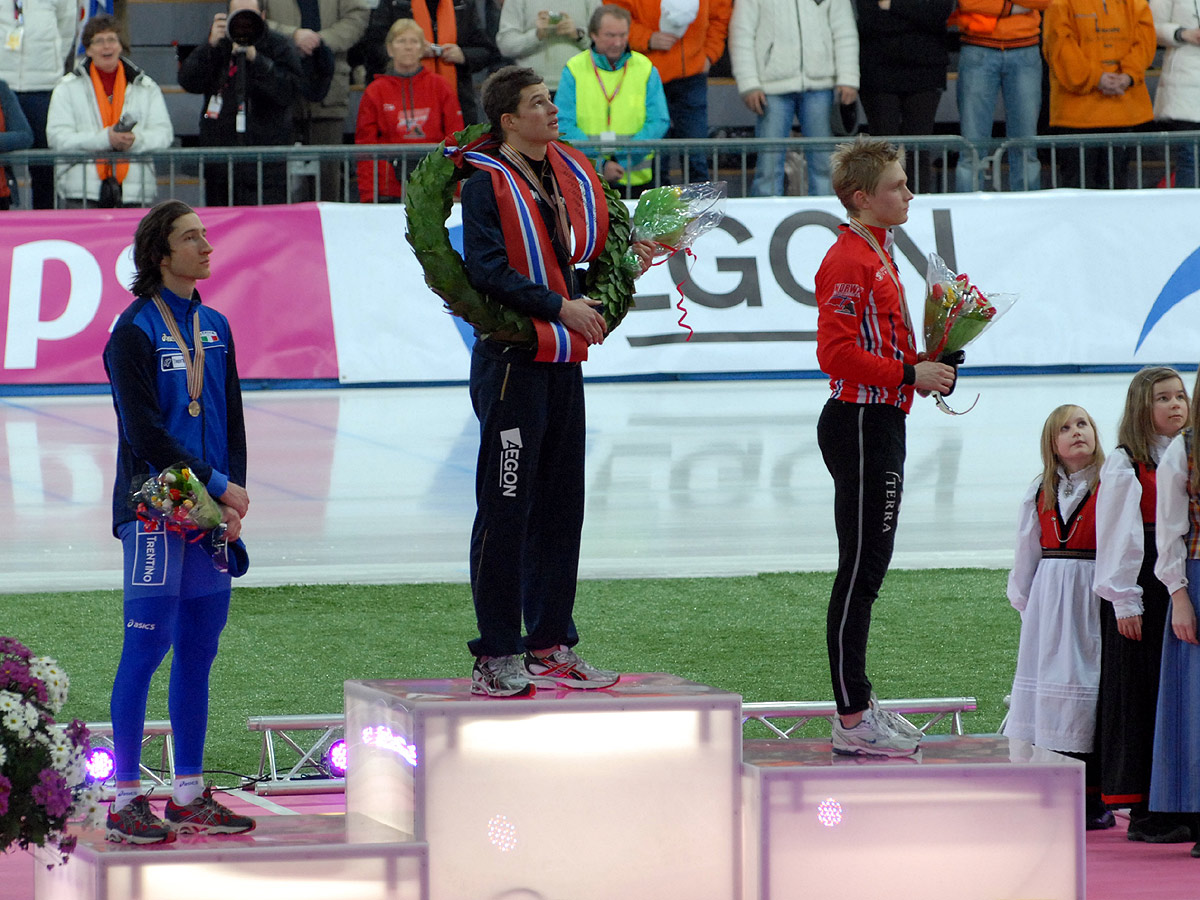
Enrico Fabris Sven Kramer Håvard Bøkko
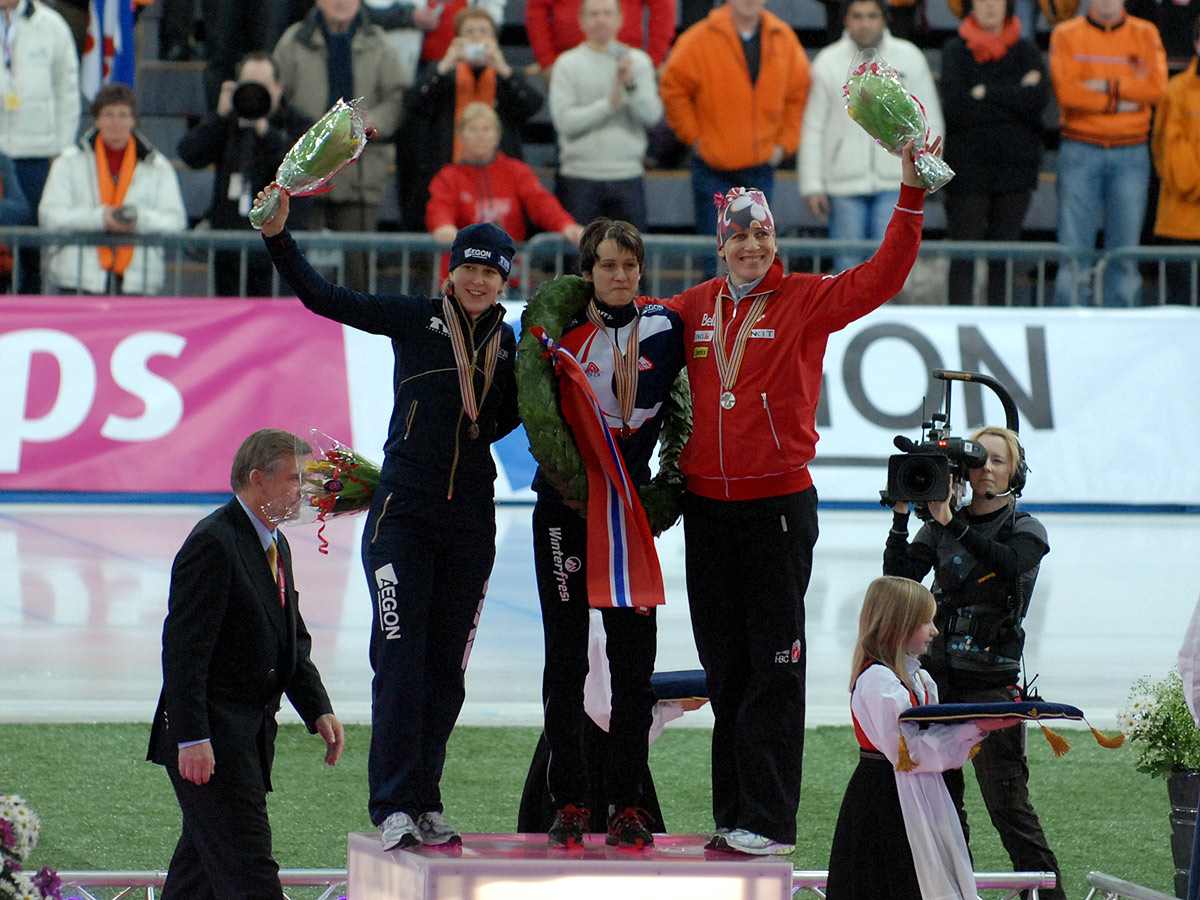
Ireen Wüst Martina Sáblíková Kristina Groves

## Damer

### Dag 1
| Placering | Åkare                | Nation        | Tid      |
| --------- | -------------------- | ------------- | -------- |
| 1         | Christine Nesbitt    | Kanada        | 38.87    |
| 2         | Alla Shabanova       | Ryssland      | 39.53    |
| 3         | Ireen Wüst           | Nederländerna | 39.61    |
| 4         | Kristina Groves      | Kanada        | 39.71    |
| 5         | Yekaterina Shikhova  | Ryssland      | 39.83    |
| 6         | Paulien van Deutekom | Nederländerna | 39.99    |
| 7         | Brittany Schussler   | Kanada        | 40.07    |
| 8         | Maki Tabata          | Japan         | 40.12    |
| 9         | Martina Sáblíková    | Tjeckien      | 40.28 NR |
| 10        | Renate Groenewold    | Nederländerna | 40.30    |

| Placering | Åkare                | Nation        | Tid        |
| --------- | -------------------- | ------------- | ---------- |
| 1         | Martina Sáblíková    | Tjeckien      | 4:01.90    |
| 2         | Renate Groenewold    | Nederländerna | 4:05.62    |
| 3         | Paulien van Deutekom | Nederländerna | 4:05.88    |
| 4         | Kristina Groves      | Kanada        | 4:06.24    |
| 5         | Jorien Voorhuis      | Nederländerna | 4:06.58 PB |
| 6         | Ireen Wüst           | Nederländerna | 4:07.98    |
| 7         | Masako Hozumi        | Japan         | 4:08.09    |
| 8         | Maren Haugli         | Norge         | 4:08.94    |
| 9         | Stephanie Beckert    | Tyskland      | 4:09.37    |
| 10        | Brittany Schussler   | Kanada        | 4:09.94    |

### Dag 2
| Placering | Åkare                | Nation        | Tid     |
| --------- | -------------------- | ------------- | ------- |
| 1         | Kristina Groves      | Kanada        | 1:56.17 |
| 2         | Christine Nesbitt    | Kanada        | 1:56.49 |
| 3         | Ireen Wüst           | Nederländerna | 1:56.78 |
| 4         | Jorien Voorhuis      | Nederländerna | 1:57.62 |
| 5         | Masako Hozumi        | Japan         | 1:57.73 |
| 6         | Maki Tabata          | Japan         | 1:58.21 |
| 7         | Paulien van Deutekom | Nederländerna | 1:58.29 |
| 8         | Martina Sáblíková    | Tjeckien      | 1:58.40 |
| 9         | Brittany Schussler   | Kanada        | 1:58.56 |
| 10        | Katarzyna Wojcicka   | Polen         | 1:58.61 |

| Placering | Åkare                | Nation        | Tid        |
| --------- | -------------------- | ------------- | ---------- |
| 1         | Martina Sáblíková    | Tjeckien      | 6:55.54    |
| 2         | Masako Hozumi        | Japan         | 7:03.56 PB |
| 3         | Stephanie Beckert    | Tyskland      | 7:05.14    |
| 4         | Kristina Groves      | Kanada        | 7:07.93    |
| 5         | Maren Haugli         | Norge         | 7:11.22    |
| 6         | Jorien Voorhuis      | Nederländerna | 7:14.39    |
| 7         | Renate Groenewold    | Nederländerna | 7:15.14    |
| 8         | Ireen Wüst           | Nederländerna | 7:17.73    |
| 9         | Brittany Schussler   | Kanada        | 7:19.50    |
| 10        | Paulien van Deutekom | Nederländerna | 7:21.63    |

### Allroundresultat
| Placering | Åkare                  | Nation        | 500 meter  | 3 000 meter   | 1 500 meter  | 5 000 meter  | Poäng   |
| 1         | Martina Sáblíková      | Tjeckien      | 40.28 (9)  | 4:01.90 (1)   | 1:58.40 (8)  | 6:55.54 (1)  | 161.616 |
| 2         | Kristina Groves        | Kanada        | 39.71 (4)  | 4:06.23 (4)   | 1:56.17 (1)  | 7:07.93 (4)  | 162.264 |
| 3         | Ireen Wüst             | Nederländerna | 39.61 (3)  | 4:07.98 (6)   | 1:56.78 (3)  | 7:17.73 (8)  | 163.639 |
| 4         | Masako Hozumi          | Japan         | 40.89 (15) | 4:08.09 (7)   | 1:57.73 (5)  | 7:03.56 (2)  | 163.837 |
| 5         | Jorien Voorhuis        | Nederländerna | 40.50 (12) | 4:06.58 (5)   | 1:57.62 (4)  | 7:14.39 (6)  | 164.241 |
| 6         | Christine Nesbitt      | Kanada        | 38.87 (1)  | 4:10.81 (12)  | 1:56.49 (2)  | 7:27.45 (11) | 164.246 |
| 7         | Paulien van Deutekom   | Nederländerna | 39.99 (7)  | 4:05.88 (3)   | 1:58.29 (7)  | 7:21.63 (10) | 164.563 |
| 8         | Renate Groenewold      | Nederländerna | 40.30 (10) | 4:05.58 (2)   | 1:59.68 (14) | 7:15.13 (7)  | 164.641 |
| 9         | Brittany Schussler     | Kanada        | 40.07 (8)  | 4:09.94 (10)  | 1:58.56 (9)  | 7:19.50 (9)  | 165.196 |
| 10        | Maren Haugli           | Norge         | 41.36 (19) | 4:08.94 (8)   | 1:59.43 (13) | 7:11.21 (5)  | 165.781 |
| 11        | Alla Shabanova         | Ryssland      | 39.53 (2)  | 4:17.08 (20)  | 1:58.64 (11) | 7:39.88 (12) | 167.910 |
| 12        | Stephanie Beckert      | Tyskland      | 43.07 (23) | 4:09.37 (9)   | 2:03.16 (22) | 7:05.13 (3)  | 168.197 |
| NQ13      | Yekaterina Shikhova    | Ryssland      | 39.83 (6)  | 4:16.47 (19)  | 1:58.68 (12) |              | 122.135 |
| NQ14      | Maki Tabata            | Japan         | 40.12 (8)  | 4:15.93 (17)  | 1:58.21 (6)  |              | 122.178 |
| NQ15      | Katarzyna Wójcicka     | Polen         | 40.49 (11) | 4:14.10 (14)  | 1:58.61 (10) |              | 122.376 |
| NQ16      | Maria Lamb             | USA           | 40.75 (13) | 4:14.97 (15)  | 2:00.81 (16) |              | 123.515 |
| NQ17      | Lucille Opitz          | Tyskland      | 40.77 (14) | 4:17.26 (21)  | 2:01.05 (17) |              | 123.996 |
| NQ18      | Nancy Swider-Peltz, Jr | USA           | 41.69 (20) | 4:11. 43 (14) | 2:01.31 (19) |              | 124.031 |
| NQ19      | Clara Hughes           | Kanada        | 42.07 (22) | 4:10.71 (11)  | 2:00.58 (15) |              | 124.048 |
| NQ20      | Lee Ju-youn            | Sydkorea      | 40.98 (17) | 4:16.22 (18)  | 2:01.18 (18) |              | 124.076 |
| NQ21      | Eriko Ishino           | Japan         | 41.41 (20) | 4:15.20 (16)  | 2:02.34 (21) |              | 124.723 |
| NQ22      | Isabell Ost            | Tyskland      | 40.91 (16) | 4:21.44 (23)  | 2:02.14 (20) |              | 125.196 |
| NQ23      | Anna Rokita            | Österrike     | 41.29 (18) | 4:19.19 (22)  | 2:03.73 (23) |              | 125.731 |
| DQ1       | Claudia Pechstein      | Tyskland      | DQ         | DQ            | NS           |              | DQ      |

NQ = Ej kvalificerad för 5 000 meter (bara de 12 bästa fick vara med där)
DQ = diskvalificerad
NS = Startade ej
Noterbart
* Den 1 juli 2009 fann ISU Pechstein skyldig för brott mot dopingreglerna, och diskvalificerade henne från tävlingen. Beslutet blev ett fall för Idrottens skiljedomstol. Pechstein åkte 500 meter på 39.74 sekunder och 3 000 meter på 4 minuter 6.00 seconds.

## Herrar

### Dag 1
| Placering | Åkare               | Nation        | Tid   |
| --------- | ------------------- | ------------- | ----- |
| 1         | Denny Morrison      | Kanada        | 35.55 |
| 2         | Håvard Bøkko        | Norge         | 35.99 |
| 3         | Konrad Niedzwiedzki | Polen         | 36.04 |
| 4         | Chad Hedrick        | USA           | 36.06 |
| 5         | Enrico Fabris       | Italien       | 36.21 |
| 6         | Sven Kramer         | Nederländerna | 36.33 |
| 7         | Brian Hansen        | USA           | 36.39 |
| 8         | Robert Lehmann      | Tyskland      | 36.46 |
| 9         | Trevor Marsicano    | USA           | 36.49 |
| 10        | Joel Eriksson       | Sverige       | 36.51 |

| Placering | Åkare              | Nation        | Tid        |
| --------- | ------------------ | ------------- | ---------- |
| 1         | Sven Kramer        | Nederländerna | 6:09.74 BR |
| 2         | Håvard Bøkko       | Norge         | 6:15.94    |
| 3         | Enrico Fabris      | Italien       | 6:20.32    |
| 4         | Wouter Olde Heuvel | Nederländerna | 6:22.60    |
| 5         | Sverre Haugli      | Norge         | 6:24.55    |
| 6         | Trevor Marsicano   | USA           | 6:24.90 PB |
| 7         | Ivan Skobrev       | Ryssland      | 6:25.29    |
| 8         | Carl Verheijen     | Nederländerna | 6:26.17    |
| 9         | Oystein Grodum     | Norge         | 6:30.01    |
| 10        | Chad Hedrick       | USA           | 6:30.44    |

### Dag 2
| Placering | Åkare               | Nation        | Tid     |
| --------- | ------------------- | ------------- | ------- |
| 1         | Håvard Bøkko        | Norge         | 1:44.83 |
| 2         | Sven Kramer         | Nederländerna | 1:45.01 |
| 3         | Trevor Marsicano    | USA           | 1:45.37 |
| 4         | Denny Morrison      | Kanada        | 1:45.38 |
| 5         | Enrico Fabris       | Italien       | 1:45.59 |
| 6         | Chad Hedrick        | USA           | 1:45.67 |
| 7         | Wouter Olde Heuvel  | Nederländerna | 1:46.44 |
| 8         | Konrad Niedzwiedzki | Polen         | 1:46.45 |
| 9         | Lucas Makowsky      | Kanada        | 1:47.28 |
| 10        | Robert Lehmann      | Tyskland      | 1:47.31 |

| Placering | Åkare              | Nation        | Tid         |
| --------- | ------------------ | ------------- | ----------- |
| 1         | Sven Kramer        | Nederländerna | 13:05.21 BR |
| 2         | Håvard Bøkko       | Norge         | 13:11.01    |
| 3         | Enrico Fabris      | Italien       | 13:20.65    |
| 4         | Wouter Olde Heuvel | Nederländerna | 13:24.93    |
| 5         | Carl Verheijen     | Nederländerna | 13:26.84    |
| 6         | Sverre Haugli      | Norge         | 13:35.64    |
| 7         | Ivan Skobrev       | Ryssland      | 13:36.08    |
| 8         | Trevor Marsicano   | USA           | 13:37.56    |
| 9         | Tom Prinsen        | Nederländerna | 13:39.94    |
| 10        | Chad Hedrick       | USA           | 13:46.27    |

### Allroundresultat
| Placering | Åkare                 | Nation        | 500 m         | 5 000 m        | 1 500 m        | 10 000 m      | Poäng   |
| 1         | Sven Kramer           | Nederländerna | 36.33 (6)     | 6:09.74 (1)    | 1:45.01 (2)    | 13:05.21 (1)  | 147.567 |
| 2         | Håvard Bøkko          | Norge         | 35.99 (2)     | 6:15.94 (2)    | 1:44.83 (1)    | 13:11.01 (2)  | 148.077 |
| 3         | Enrico Fabris         | Italien       | 36.21 (5)     | 6:20.31 (3)    | 1:45.59 (5)    | 13:20.65 (3)  | 149.469 |
| 4         | Wouter Olde Heuvel    | Nederländerna | 36.65 (11)    | 6:22.60 (4)    | 1:46.44 (7)    | 13:24.93 (4)  | 150.636 |
| 5         | Trevor Marsicano      | USA           | 36.49 (9)     | 6:24.89 (6)    | 1:45.37 (3)    | 13:37.56 (8)  | 150.980 |
| 6         | Chad Hedrick          | USA           | 36.06 (4)     | 6:30.43 (10)   | 1:45.67 (6)    | 13:46.27 (10) | 151.639 |
| 7         | Denny Morrison        | Kanada        | 35.55 (1)     | 6:33.09 (13)   | 1:45.38 (4)    | 14:04.61 (11) | 152.215 |
| 8         | Ivan Skobrev          | Ryssland      | 36.99 (14)    | 6:25.29 (7)    | 1:49.12 (17)   | 13:36.08 (7)  | 152.696 |
| 9         | Sverre Haugli         | Norge         | 37.57 (20)    | 6:24.55 (5)    | 1:48.25 (15)   | 13:35.64 (6)  | 152.890 |
| 10        | Tom Prinsen           | Nederländerna | 37.17 (17)    | 6:31.18 (11)   | 1:48.13 (14)   | 13:39.94 (9)  | 153.328 |
| 11        | Carl Verheijen        | Nederländerna | 38.78 (22)    | 6:26.17 (8)    | 1:47.82 (13)   | 13:26.84 (5)  | 153.679 |
| 12        | Konrad Niedzwiedzki   | Polen         | 36.04 (3)     | 6:37.13 (17)   | 1:46.45 (8)    | 14:19.18 (12) | 154.195 |
| NQ13      | Robert Lehmann        | Tyskland      | 36.46 (8)     | 6:35.19 (16)   | 1:47.31 (10)   |               | 111.749 |
| NQ14      | Tobias Schneider      | Tyskland      | 37.12 (16)    | 6:33.98 (14)   | 1:47.48 (11)   |               | 112.344 |
| NQ15      | Steven Elm            | Kanada        | 36.71 (12)    | 6:39.33 (18)   | 1:47.70 (12)   |               | 112.542 |
| NQ16      | Brian Hansen          | USA           | 36.39 (7)     | 6:39.45 (19)   | 1:48.64 (16)   |               | 112.548 |
| NQ17      | Lucas Makowsky        | Kanada        | 37.34 (19)    | 6:44.01 * (20) | 1:47.28 (9)    |               | 113.501 |
| NQ18      | Hiroki Hirako         | Japan         | 37.70 (17)    | 6:32.89 (12)   | 1:50.93 (21)   |               | 113.565 |
| NQ19      | Pascal Briand         | Frankrike     | 37.00 (15)    | 6:46.67 (23)   | 1:49.88 (19)   |               | 114.293 |
| NQ20      | Choi Kwun-won         | Sydkorea      | 36.87 (13)    | 6:45.82 (22)   | 1:50.77 (20)   |               | 114.375 |
| NQ21      | Øystein Grødum        | Norge         | 39.84 (23)    | 6:30.01 (9)    | 1:52.97 (22)   |               | 116.497 |
| NQ22      | Aleksandr Rumjantsjev | Ryssland      | 37.60 (21)    | 6:44.04 (21)   | 2:19.37 * (23) |               | 124.460 |
| NQ23      | Johan Röjler          | Sverige       | 1:10.53 *(24) | 6:35.17 (15)   | 1:49.19 (18)   |               | 146.443 |
| NQ24      | Joel Eriksson         | Sverige       | 36.51 (10)    | 7:06.80 (24)   | NS             |               | 79.190  |

NQ = Ej kvalificerad för 10 000 meter (bara de 12 bästa fick vara med där)
DQ = diskvalificerad 
NS = Startade ej
* Föll

## Regler
Alla 24 deltagare åkte de tre första distanserna; 12 åkare deltog sedan inte på fjärde distansen. Dessa 12 åkare utsågs genom ställningen vid på den längsta av de tre distanserna, samt total ställning efter alla tre distanser, samt följande jämförelser:
1. De 12 främsta på båda listorna kvalificerade sig.
2. För att kunna ta ut 12 åkare, rangordnades åkarna sedan upp i ordning efter sina bästa resultat på vardera lista. Kunde man ändå inte avgöra, hade totalställning företräde framför resultat på längsta distansen.

### Fotnoter
1. ↑  ISU Disciplinary Commission Arkiverad 25 februari 2012 hämtat från the Wayback Machine., 3 Jul 2009, 15:54